# Mehrautorenschaft
Bei einer Mehrautorenschaft sind mehrere Urheber zusammen Autoren eines gemeinsam verfassten Werkes. Die Autoren werden dabei untereinander als Koautor, Coautor, Co-Autor, Mitautor oder Miturheber bezeichnet. Im Bereich des Sachbuchs werden auch Ghostwriter als Co-Autoren bezeichnet.
Der Begriff des Koautors wird insbesondere in der Wissenschaft verwendet, da wissenschaftliche Veröffentlichungen häufig von mehreren Personen angefertigt werden. Formell und urheberrechtlich bezieht sich die Urheberschaft auf das Verfassen des Textes; jedoch verlangt der wissenschaftliche Kodex, alle diejenigen als Koautoren anzugeben, die inhaltlich „einen genuinen, nachvollziehbaren Beitrag“ zu der Publikation geleistet haben, worüber es durchaus zum Streit kommen kann.

## Geschichtliche Entwicklung
Wie 1963 von Derek de Solla Price bemerkt, ist bei wissenschaftlichen Publikationen eine allgemeine Zunahme der Mehrautorenschaft festzustellen. Während früher Alleinurheberschaft üblich war, gibt es inzwischen wissenschaftliche Aufsätze mit im Extremfall mehr als tausend Autoren, insbesondere in der Teilchenphysik. Allerdings basieren auch viele Werke von einzelnen Autoren direkt oder indirekt auf der Arbeit von vielen Mitwirkenden (siehe Zwerge auf den Schultern von Riesen und die Ortega-Hypothese). Die anteilige Produktivität pro Autor bleibt in etwa gleich, da ein Autor umso mehr Publikationen veröffentlicht, je öfter er als Mitautor beteiligt ist.
Während die Mehrautorenschaft bei herkömmlichen Publikationen im Wesentlichen durch Arbeitsteilung nach verschiedenen Aufgaben geprägt ist, entstehen Texte beim kollaborativen Schreiben (zum Beispiel in einem Wiki) dadurch, dass mehrere Autoren in der Regel gleichberechtigt miteinander an einem Text schreiben.

## Zitierweise
Sind an einer Publikation mehr als zwei Autoren beteiligt, wird bei der Zitierung manchmal nur der Erstautor genannt, und die anderen werden mit u. a. („und andere“; lateinisch et al.) abgekürzt. Diese Praxis verstärkt die Einstellung, dass der Erstautor die meiste Arbeit zum Resultat beigetragen hat. Problematisch ist dieses bei wissenschaftlichen Publikationen, bei denen es üblich ist, die Autoren in alphabetischer Reihenfolge anzugeben.
Bei einigen naturwissenschaftlichen (nicht jedoch bei mathematischen) Fachrichtungen ist eine alphabetische Sortierung unüblich; es gilt der Konsens, die Gruppenleiter zuletzt zu nennen. Häufig anzutreffen bei mehreren Erstautoren sind Fußnoten mit dem Hinweis, die so gekennzeichneten Autoren hätten zu gleichen Teilen zu der Arbeit beigetragen. Mit der Wahl der Kontaktperson geht eine weitere Gewichtung abseits der Reihenfolge einher, da diese Person im wissenschaftlichen Dialog in den Vordergrund tritt.

## Urheberrecht
Nach dem § 8 des deutschen Urheberrechtsgesetzes liegt eine Mehrurheberschaft eines Werkes dann vor, wenn sich seine Anteile nicht „gesondert verwerten lassen“. § 11 des österreichischen Urheberrechtsgesetz definiert dies ähnlich, indem es von einer „untrennbare Einheit“ eines Werkes spricht. Art. 7 des Schweizer URG spricht dagegen schon dann von Miturheberschaft, wenn mehrere Urheber oder Urheberinnen am Werk mitgewirkt haben, lässt aber jedem das Verwertungsrecht für seine Beiträge, wenn sich diese trennen lassen.
In Deutschland, Österreich und der Schweiz steht den Miturhebern gemeinsam das Urheberrecht zu. Das Werk darf somit nur mit Zustimmung aller verwendet werden. Die Zustimmung darf in Deutschland und der Schweiz nicht „wider Treu und Glauben“, bzw. in Österreich nicht ohne ausreichenden Grund verweigert werden.
Das Urheberrecht der Vereinigten Staaten kennt auch die Mehrautorenschaft unter dem Namen joint work. Die Miturheber besitzen hier gemeinsam das Copyright.

## Relevanz in den Wissenschaften
Koautorenschaften sind von entscheidender Relevanz für die netzwerkbasierte Wissenschaftsforschung. Fortbestehende Praktiken, beispielsweise auch minimal beteiligte Lehrstuhlinhaber als Koautor zu nennen, sorgen dabei für nachweisbare Biases bezüglich Prominenz und Produktivität von Forschenden.